# Conseil juridique
Der Conseil juridique ist ein ehemaliger juristischer Beruf in Frankreich. Neben ihm gab es einerseits den avoué, der die schriftliche Vorbereitung eines Falles übernahm, und den avocat, der das Plädoyer vor Gericht hielt. Im Gegensatz zu diesen beiden durfte der conseil juridique keine wirksamen Prozesshandlungen vornehmen, sondern lediglich beratend tätig sein. Dies führte dazu, dass auch zahlreiche ausländische Anwälte sich in Frankreich niederließen, um entgeltlich rechtlichen Rat zu erteilen, da hierfür keine Mitgliedschaft in einer Kammer notwendig war, noch sonst Zulassungsbeschränkungen galten. 1990 wurde mit der loi no90-1259 vom 31. Dezember 1990 der conseil juridique abgeschafft. Seitdem kann rechtsberatend nur tätig werden, wer als avocat zugelassen ist. 